# Nature Biotechnology
Nature Biotechnology, anteriormente conhecida pelo nome de Bio/Technology, é uma publicação periódica mensal revisada por pares publicado pela editora Nature Portfolio. Esta revista seria estabelecida na década de 1980, abordando a disciplina que denomina a publicação. A editoria do periódico é de responsabilidade de Barbara Cheifet, que administra uma equipe interna de editores. O foco da revista é a biotecnologia, incluindo resultados de pesquisas e o setor de negócios comerciais desse campo. A cobertura inclui as ciências biológicas, biomédicas, agrícolas e ambientais relacionadas. Também são interessantes as influências comerciais, políticas, legais e sociais que afetam esse campo.
Entre 1983 e 1996, esta publicação recebeu o nome de Bio/Technology, ainda disponibilizando os arquivos desta publicação sob este nome, além do arquivo do título atual. Entre os conteúdos publicados pela revista, estão artigos comuns, analíticos, comunicação breve, correspondência, comentários, assuntos surgentes, perspectiva e revisão. Ainda, publicam-se cartilhas, recrutamentos, notícias, resenhas de livros, artigos de patente e destaques.

## Indexação e abstratação
De acordo com o Journal Citation Reports, este periódico possuía, em 2021, um fator de impacto de em torno de 68.164, classificando-se em segundo lugar dentre todas as 158 publicações categorizadas em "biotecnologia e microbiologia aplicada". Ainda, conforme divulgado pelo Superfund Research Program, possuía em 2022, um fator de impacto de mais de 54.908, sendo considerado dentre os "periódicos de alto impacto". Esta publicação possui indexação e abstratação em indentificadores e bibliotecas digitais como BIOBASE, BIOSIS, Chemical Abstracts Service, CSA Illumina, CAB Abstracts, EMBASE, Scopus, Current Contents, Science Citation Index e Medline (PubMed).